# Distretto di Rumphi
Il distretto di Rumphi (Rumphi District) è uno dei ventotto distretti del Malawi, e uno dei sei distretti appartenenti alla Regione Settentrionale. Copre un'area di 4.071 km² ed ha una popolazione complessiva di 142.738 abitanti (30 ab/km²). Il capoluogo del distretto è Rumphi (ab. 14.069).